# タイム・リープ あしたはきのう
『タイム・リープ あしたはきのう』は、高畑京一郎による日本のライトノベル。メディアワークスより1995年6月に刊行された。その後、文庫版が電撃文庫（メディアワークス）より1996年12月に、メディアワークス文庫（KADOKAWA）より2022年10月にそれぞれ上下巻として刊行された。
メディアミックスとして、1996年にはラジオドラマ化が、1997年には映画化がそれぞれ行われた。

## あらすじ
ごく普通の女子高生・鹿島翔香は、ある日自分が『昨日の記憶』を喪失していることに気づく。そして、自分の日記を調べると、昨日の自分が書いたと思しき、見覚えのない文章があった。
「あなたは、今、混乱している…若松くんに相談しなさい。最初は冷たい人だと思うかもしれないけど、彼は頼りになる人だから。」
学校でも秀才の噂高い若松和彦は、翔香が一種の時間移動現象「タイム・リープ」に陥ったことを突き止め、時間のパズルと格闘していく。
原因がわからないまま”時をかける少女”になってしまった翔香と、クールな和彦。接点のない2人だが、和彦は翔香のペースに巻き込まれていく。

## 登場人物
鹿島翔香（かしま しょうか）
主人公。タイムリープ現象に遭遇する。高校2年生の女子生徒。
若松和彦（わかまつ かずひこ）
翔香のクラスメート。学校でトップクラスの秀才だが、対人関係（特に異性に対しては）にかなり距離を取っている。
関鷹志
和彦の親友。柔道部に所属。父親は刑事。
鹿島若子（かしま わかこ）
翔香の母。
鹿島英介（かしま えいすけ）
翔香の父。
若松美幸（わかまつ みゆき）
和彦の妹。兄とは対照的に明るく社交性がある。
中田輝雄（なかた てるお）
高等学校の英語教師。
海野久子
高等学校の数学教師。
水森優子（みずもり ゆうこ）、三原知佐子（みはら ちさこ）、矢内幹代（やない みきよ）
翔香の友人。

## 既刊一覧

### 単行本版
- 高畑京一郎（著）・衣谷遊（イラスト） 『タイム・リープ あしたはきのう』 メディアワークス、1995年6月10日発売[4]、ISBN 4-07-303060-4

### 文庫版

#### 電撃文庫
- 高畑京一郎（著）・衣谷遊（イラスト）、 メディアワークス〈電撃文庫〉、全2巻
  - 『タイム・リープ<上> あしたはきのう』、1996年12月26日発売[5]、ISBN 4-07-305580-1
  - 『タイム・リープ<下> あしたはきのう』、1996年12月26日発売[6]、ISBN 4-07-305596-8

#### メディアワークス文庫
- 高畑京一郎（著）・ジワタネホ（イラスト）、 KADOKAWA〈メディアワークス文庫〉、全2巻
  - 『新装版 タイム・リープ<上> あしたはきのう』、2022年10月25日発売[7]、ISBN 978-4-04-914696-7）
  - 『新装版 タイム・リープ<下> あしたはきのう』、2022年10月25日発売[8]、ISBN 978-4-04-914697-4）

## ラジオドラマ
1996年に文化放送の電撃大賞で放送された。その後ポリグラムからドラマCDとして発売された。

### キャスト
- 鹿島翔香 - 久川綾
- 若松和彦 - 緒方恵美
- 鹿島若子 - 達依久子
- 鹿島英介  - 遠藤守哉
- 水森優子 - 永島由子
- 関鷹志 - 石川英郎
- 若松美幸 - 柳瀬なつみ
- 中田 - 幸野善之
- 藤岡 - 吉水孝宏
- 西田 - 住友優子
- 海野 - 中西美佐
- 佐知子 - 坂本円
- 幹代 - 小松里賀
- 香坂 - 井上隆之
- ナレーション - 速水奨

## 映画版
『タイム・リープ』のタイトルで1997年6月7日に公開された。映画版では、「池内翔香」（鹿島翔香）と「星野彰彦」（若松和彦）と登場人物名が変更されるなどの設定の変更が見られる。
原作のテイストを残しつつ、よりドラマチックなシーンを盛り込んだ良質なエンターテイメントに仕上がっている。
翔香役の佐藤藍子は映画初主演であり、星野役の川岡大次郎はこの作品がデビュー作となる。主題歌「タイム・リープ」を声優の緒方恵美が歌った。監修には大林宣彦があたった。

### スタッフ
- 原作 - 高畑京一郎[11]
- 監修 - 大林宣彦[11]
- 監督 - 今関あきよし[11]
- 助監督 - 多胡由章[9]
- 脚本 - 藤長野火子[11]
- 音楽 - 千住明[11]
- 主題歌 - 緒方恵美[11]
- 撮影 - 芦澤明子[11]
- 美術 - 沢路和範[11]
- 録音 - 深田晃[12]
- 照明 - 吉角荘介[11]
- 編集 - 中川毅彦[11]
- 衣装デザイン - 南拓哉[9]
- プロデューサー - 本村好弘[11]、小林俊一[11]
- 製作 - バンダイビジュアル[11]、セガ・エンタープライゼス[11]、パル企画[11]
- 配給 - パル企画[11]

### キャスト
- 池内翔香 - 佐藤藍子[11]
- 星野彰男 - 川岡大次郎[11]
- 宮下国彦 - 加藤賢崇[11]
- 杉田治 - 田口トモロヲ[11]
- 池内絢奈 - 余貴美子[11]
- 今泉優美 - 宮澤寿梨[11]
- 谷口みきよ - 山田純世[11]
- 山下京花 - つぐみ[11]
- 香坂賢一 - 梶原聡[11]
- 関鷹志 - 松下一矢[11]
- 西田昌代 - 坂井真紀[11]

## 関連商品
- 『タイム・リープ あしたはきのう』（ドラマCD）
- 『タイム・リープ』　(VHS バンダイビジュアル　1997年7月9日発売)
- 『タイム・リープ』　(DVD バンダイビジュアル　2003年3月4日発売)